# Seznam lichtenštejnských vlajkonošů na olympiádě
Toto je seznam vlajkonošů, kteří reprezentovali Lichtenštejnsko na olympijských hrách.
Vlajkonoši nesou na zahajovacím ceremoniálu olympijských her státní vlajku své země.

## Incident z roku 1936
Lichtenštejnsko soutěžilo na letních olympijských hrách poprvé v roce 1936 v Berlíně v Německu. Vlajkonošem byl sprinter a diskař Oskar Ospelt. Teprve na těchto hrách si Lichtenštejnsko uvědomilo, že jejich vlajka je identická s vlajkou Haiti, což Lichtenštejnsko přimělo přidat korunu nacházející se na jejich současné vlajce. Tento upravený design byl přijat 24. června 1937.

## Vlajkonoši
| Pořadí | Ročník akce | Roční období | Vlajkonoš                    | Sport                                           |
| ------ | ----------- | ------------ | ---------------------------- | ----------------------------------------------- |
| 29     | 2022        | Zima         | Stefan Marxer                | prezident Lichtenštejnského olympijského výboru |
| 28     | 2021        | Léto         | Julia Hasslerová             | Plavání                                         |
| 28     | 2021        | Léto         | Raphael Schwendinger         | Judo                                            |
| 27     | 2018        | Zima         | Marco Pfiffner               | Alpské lyžování                                 |
| 26     | 2016        | Léto         | Julia Hasslerová             | Plavání                                         |
| 25     | 2014        | Zima         | Tina Weiratherová            | Alpské lyžování                                 |
| 24     | 2012        | Léto         | Stephanie Vogtová            | Tenis                                           |
| 23     | 2010        | Zima         | Richard Wunder               | Boby                                            |
| 22     | 2008        | Léto         | Marcel Tschopp               | Atletika                                        |
| 21     | 2006        | Zima         | Jessica Walterová            | Alpské lyžování                                 |
| 20     | 2004        | Léto         | Oliver Geissmann             | Střelba                                         |
| 19     | 2002        | Zima         | Marco Büchel                 | Alpské lyžování                                 |
| 18     | 2000        | Léto         | Oliver Geissmann             | Střelba                                         |
| 17     | 1998        | Zima         | Tamara Schädlerová           | Alpské lyžování                                 |
| 16     | 1996        | Léto         | Birgit Blumová               | Judo                                            |
| 15     | 1994        | Zima         | Markus Hasler                | Běh na lyžích                                   |
| 14     | 1992        | Léto         | Manuela Marxerová            | Atletika                                        |
| 13     | 1992        | Zima         | Birgit Heebová-Batlinerová   | Alpské lyžování                                 |
| 12     | 1988        | Léto         | Yvonne Elkuchová             | Cyklistika                                      |
| 11     | 1988        | Zima         | Andi Wenzel                  | Alpské lyžování                                 |
| 10     | 1984        | Léto         | Manuela Marxerová            | Atletika                                        |
| 9      | 1984        | Zima         | Günther Marxer               | Alpské lyžování                                 |
| 8      | 1980        | Zima         | Petra Wenzelová              | Alpské lyžování                                 |
| 7      | 1976        | Zima         | Ursula Konzettová            | Alpské lyžování                                 |
| 6      | 1972        | Léto         | Eduard Theodor von Falz-Fein | Boby                                            |
| 5      | 1964        | Léto         | Alois Büchel                 | Atletika                                        |
| 4      | 1960        | Léto         | Alois Büchel                 | Atletika                                        |
| 3      | 1956        | Zima         | Eduard Theodor von Falz-Fein | Boby                                            |
| 2      | 1948        | Zima         | Christof Frommelt            | Běh na lyžích                                   |
| 1      | 1936        | Léto         | Oskar Ospelt                 | Atletika                                        |